# Giacomo Leopardi
Conte Giacomo Taldegardo Francesco di Sales Saverio Pietro Leopardi, znany jako Giacomo Leopardi (ur. 29 czerwca 1798 w Recanati, zm. 14 czerwca 1837 w Neapolu) − włoski filozof i poeta romantyczny, zaliczany do grona największych klasyków XIX-wiecznej literatury światowej. Prekursor pesymizmu jako spójnego i całościowego systemu filozoficznego.
Cała twórczość − zarówno literacka, jak i filozoficzna − Leopardiego stanowiła wyraz skrajnej rozpaczy. Towarzyszące poecie przez całe życie poczucie głębokiego osamotnienia, przemoc w rodzinie, dotkliwy ból z powodu nieodwzajemnionej miłości, słaby stan zdrowia fizycznego, a przy tym nadwrażliwość i społeczna alienacja zaważyły bowiem na kształcie jego liryki, która egzystencję ludzką pojmuje w kategoriach „niekończącego się cierpienia” i „bezlitosnej natury”. Przez ostatnie lata życia romantyk zamieszkiwał w domu u stóp Wezuwiusza, gdzie medytował nad ostateczną zagładą człowieka.
Na podstawie teorii estetyczno-literackich Leopardiego powstała koncepcja tzw. „poezji leopardiańskiej”.

## Życiorys
Życie Giacomo Leopardiego rozpoczyna się 29 czerwca 1798 roku. Urodził się w małej wiejskiej mieścinie Recanati, która znajdowała się pod koniec XVIII wieku w Państwie Kościelnym. Był synem księcia Monaldo Leopardiego oraz markizy Adelaidy z Aniticich. W 1799 na świat przyszedł jego brat, Carlo, a w 1800 siostra Paolina. W ciągu kolejnych lat urodziło się kolejnych siedmiu braci, ale wszyscy, z wyjątkiem Piotra Franciszka, zmarli w wieku dziecięcym lub młodzieńczym. Rodzina Leopardich była z pochodzenia drobną arystokracją, konserwatywną i staromodną. Ojciec był pasjonatem literackim: w ciągu lat udało mu się stworzyć pokaźną bibliotekę, w której młody Giacomo pierwszy raz odkrywał świat literatury. Matka była kobietą surową, chłodną, bardzo religijną. W domu nigdy się nie przelewało – sytuacja ekonomiczna nigdy nie była w szczególnie dobrym stanie: spekulacje giełdowe, prowadzone przez hrabiego Monaldo, doprowadziły majątek Leopardich niemalże na skraj ruiny; od 1803 pieczę nad nim przejęła Adelaida, starając się podreperować upadłe finanse rodziny: narzucając mężowi i dzieciom surowy tryb życia, oszczędzając na wszystkim, co tylko było możliwe (wedle legend, miała wykłócać się o rozmiar każdego z kupowanych kurzych jaj), udało się jej odwrócić nieprzychylną sytuację ekonomiczną rodziny.
Giacomo kształcił się w domu wraz z bratem Carlo oraz siostrą Paoliną: ich opiekunami byli kanonik Joseph Anton Vogel, pochodzący z Alzacji oraz jezuita Sebastiano Sanchini. Jednak największy wpływ na edukację młodego Giacomo miała biblioteka ojca, w której spędzał długie godziny. Zawierała ponad 15 tysięcy tomów, były tam zarówno prace naukowe, religijne, pisma klasyków, a także literatura współczesna, szczególnie autorów francuskiego Oświecenia. Już w wieku dziesięciu lat Giacomo pisał pierwsze wiersze, po łacinie oraz po włosku, a także próbował pierwszych rozważań filozoficznych. Ojciec Monaldo kazał mu czytać własne utwory podczas organizowanych przez siebie spotkań literackich, na których znaleźć można było wyjątkowych gości ze szlachty oraz duchowieństwa, z Włoch oraz zza granicy. Giacomo uznany został za młodego geniusza.
W latach 1809–1816 Giacomo całkowicie poświęca się nauce. Było to, wedle jego słów: „siedem lat studiów desperackich i szalonych”. W samotności spędza noce i dnie w bibliotece swego ojca: nabywa dzięki temu niezwykłej erudycji oraz ekspertyzy w dziedzinach filologii klasycznej (od greki do hebrajskiego), a także filozofii. Wszystko to okrasza trwałym uszczerbkiem na zdrowiu fizycznym – pogłębiła się skolioza, z którą się urodził, męczy się wzrok, który w przyszłych latach miał się stale coraz bardziej pogarszać, aż do stanu bliskiej ślepoty. Leopardi cechował się dużą ekstremą w zachowaniu: bał się chodzić po krzyżu utworzonym z kafelków na podłodze w swoim domu, nie dbał zupełnie o higienę, rzadko biorąc kąpiele i nieczęsto zmieniając ubranie. W tym okresie mają miejsce pierwsze próby poetyckie: powstają dwie tragedie oraz traktaty filozoficzne i filologiczne, pełne erudycji. Giacomo przekłada również na włoski dzieła klasycznych autorów, Homera, Hezjoda oraz Wergiliusza. W latach 1815–1816 przeżywa pierwszy „kryzys” pisarski, który nazwał przejście „od wykwintnego opisu do ożywionego piękna”, oraz „literackim nawróceniem”: zmniejszyła się pasja pisania wzniosłym stylem, dostojnie, z pełną wykwintnością języka oraz dokładną i szczegółową analizą danego tematu; wzrosło natomiast zainteresowanie walorami artystycznymi pisarstwa. Giacomo zaczytywał się w tym okresie w takich twórcach jak Alfieri, Parini, Foscolo czy Monti. Poznaje też zagranicznych autorów – szczególnym uczuciem darzy Cierpienia młodego Wertera Goethego, spędza czas nad lekturami Byrona czy Chateaubrianda oraz Madame de Staël. To w tym okresie Leopardi próbuje dołączyć do kulturowej debaty we Włoszech dotyczącej romantyzmu, wysyłając do Biblioteki Włoskiej, ważnego klasycystycznego pisma mediolańskiego, polemiczną odpowiedź na esej Madame de Staël zatytułowany Esencja tłumaczenia.
Z kilku powodów rok 1817 odgrywa ważną rolę w życiu Leopardiego. W lutym rozpoczyna korespondencję z Pietro Giordanim, świeckim i oświeceniowym literatem z Piacenzy: tak rodzi się przyjaźń, która będzie miała ogromny wpływ na rozwój intelektualny i personalny Giacomo, a także na porzucenie przez niego katolickich i radykalnych praktyk, których na co dzień doświadczał w domu rodzinnym. Wiosną tego samego roku zapisuje pierwsze notatki swojego „pamiętnika”, który przerodzi się później w Zibaldone. W grudniu po raz pierwszy się zakochuje: wybranką jego serca zostaje kuzynka Gertrude Cassi Lazzari, która gościła w domu Leopardich w Recanati. Było to nowe uczucie, które swój wyraz znalazło w pisarstwie: Giacomo komponuje elegię, która później znajdzie się w Pieśniach jako Pierwsza miłość oraz tworzy tzw. Pamiętniki pierwszej miłości, w których opisuje, jaki wpływ miały na niego te zupełnie nieznane mu dotychczas uczucia.
Na jesieni 1818 roku Giacomo pisze Mowy dotyczące włoskiej poezji romantycznej oraz pierwsze, tzw. „pieśni obywatelskie”, Do Italii oraz Nad planowanym pomnikiem Dantego, które publikuje w Rzymie w następnym roku. Po wizycie Giordaniego w Recanati, nabiera odwagi i postanawia uciec z domu: chce wyrwać się z kajdan, w których przyszło mu żyć do tej pory. W lipcu 1819 roku ojciec odkrywa i udaremnia wyjazd syna. Giacomo popada przez to w stan głębokiej depresji. Rozpoczynają się lata długich i ciężkich, rodzinnych kłótni: rodzice planowali dla syna karierę kościelną, on, wszelkimi możliwymi sposobami, chciał uniknąć tego losu. Pogarsza się również stan jego wzroku, co dodatkowo ma fatalny wpływ na stan jego samopoczucia. Był to bolesny i rozpaczliwy okres w życiu Leopardiego, podczas którego, jak pisze w Zibaldone, doświadczył prawdziwego oświecenia filozoficznego, które doprowadziło go do stworzenia materialistycznej i całkowicie ateistycznej koncepcji świata. Ślady tej nowej wizji nosi poezja z tego okresu – Giacomo pisze idylle (Nieskończoność, Wieczór w dzień zabawy, Do Księżyca, Sen, Samotne Życie) i, równolegle, kilka kolejnych „pieśni obywatelskich” (Do Angelo Mai, Brutus Młodszy).
Po trzech uciążliwych latach, w listopadzie 1822 roku Giacomo otrzymuje od ojca pozwolenie na opuszczenie Recanati. Udaje się do Rzymu, gdzie mieszka u wujostwa ze strony matki; pozostaje u nich do maja następnego roku. Ale spotykają go same rozczarowania: wszelkie oczekiwania dotyczące Wiecznego Miasta, które pielęgnował w swoim umyśle, zawodzą go. Zwodniczy jest klimat, rozczarowujące jest rzymskie środowisko literackie, obłudni są mieszkańcy: prawdziwy świat zupełnie niszczy wyobrażenie, jakie o Rzymie miał Giacomo, człowiek z zacofanej prowincji. Czuje się obcy, traktowany niemalże jak wróg; nie jest w stanie znaleźć pracy, a wszelkie próby tekstów filologicznych są dławione przez zazdrosnych ludzi; tylko intelektualiści spoza Rzymu wydają mu się przedstawiać jakąkolwiek wartość. W związku z tym, po pięciu rozczarowujących miesiącach, w maju 1823 roku, powraca do rodzinnego domu. Przekłada w tym czasie teksty moralne Epikteta, Izokratesa, Prodikosa i Teofrasta.
Żegnając się na jakiś czas z poezją utworem Do swojej kobiety, skupia się na prozie: pisze dialogi filozoficzne, Dziełka moralne, w których niszczy przy pomocy ironii panujący w ówczesnych latach optymizm, przedstawiając swoją koncepcję świata, pozbawioną radosnej iluzji. W międzyczasie, w 1824, publikuje w Bolonii Pieśni hrabiego Giacomo Leopardiego. W lipcu 1825 Leopardi ponownie opuszcza Recanati, udając się tym razem do Mediolanu. Odezwał się do niego wydawca mediolański, Antonio Fortunato Stella, który zaangażował go do kilku ważnych projektów wydawniczych: Giacomo na nadzorować wydanie pism Cycerona, ma także przygotować komentarz do Sonetów do Laury Petrarki oraz dwóch antologii włoskiej literatury, jednej poświęconej poezji, drugiej skupionej na prozie. Dla Leopardiego oznacza to przede wszystkim możliwość zarobku i szansę na zerwanie z zależnością od rodziny. Udziela także prywatnych lekcji, dzięki czemu, między lipcem 1825 a listopadem 1826 był w stanie utrzymywać się samodzielnie, żyjąc początkowo w Mediolanie, a następnie w Bolonii. Udaje mu się spotkać w tym okresie ze starym już Vincenzo Montim w jego mieszkaniu; spędza bardzo dużo czasu z Pietro Giordanim, zakochuje się w również w hrabinie Teresie Carnieri Malvezzi.
Po zimie 1827, którą spędził w domu, Giacomo przeprowadza się do Florencji, gdzie przyjmuje go wydawca Giovan Pietro Vieusseux; nawiązuje ponadto kontakt z liberalną grupą intelektualistów, „Antologią”. Poznaje wielu literatów, m.in. Alessandro Manzoniego, który przybywa z Mediolanu, by móc w spokoju pracować nad swoim magnum opus, powieścią Narzeczeni. Manzoni był zdecydowanie najpopularniejszym pisarzem tego okresu. Leopardi spotkał go w gabinecie wydawcy Vieusseux; stał z boku, gdy ten rozmawiał z Giordanim. Nie ukrywał zazdrości wobec dzieła Manzoniego: oznajmił, że przeczytał tylko kilka stron, ale dowiedział się od „ważnych osób”, że powieść „nie spełniła ich oczekiwań”; głosił, że Narzeczeni robią wiele hałasu, ale nie przynoszą żadnej literackiej wartości; choć finalnie musiał przyznać, że „bardzo” mu się podobała, „mimo wszelkich wad”. W okresie tym poznaje również Antonio Ranieriego, młodego neapolitańskiego intelektualistę o tendencjach demokratycznych, oświeceniowych i racjonalnych; zacieśnia się między nimi głęboka przyjaźń. W listopadzie 1827 Leopardi przenosi się do Pizy, miasta o łagodniejszym klimacie, gdzie spędza zimę. Powraca do pisania poezji: w kwietniu 1828 powstaje Przebudzenie oraz Do Sylwii, rozpoczyna się tym samym okres „pizańsko-recanateski” Pieśni. Po krótkim pobycie we Florencji w ciągu lata, powraca po raz ostatni do rodzinnego domu w Recanati. Pozostaje tam 16 miesięcy: miesięcy długich i wyczerpujących, podczas których okresy wzmożonej pracy oraz głębokiej depresji stale się przeplatały. W trakcie tego pobytu, szczególnie w 1829 roku, Leopardi komponuje cztery wielkie pieśni: Wspomnienia, Cisza po burzy, Sobota w wiosce i Nocna pieśń wędrującego pasterza w Azji.
Wreszcie, w kwietniu 1830 roku, dzięki finansowemu wsparciu przyjaciół skupionych wokół Vieusseux, powraca do Florencji: i to tutaj, w 1831, światło dzienne ujrzała pierwsza edycja Pieśni. Leopardi mieszkał w tym okresie z Antonio Ranierim. Poznaje uroczą szlachciankę, Fanny Targioni Tozzetti, w której się gorąco zakochuje, niestety dla niego, bez wzajemności. Jego niespełniona miłość staje się inspiracją dla grupy liryk zwanych „cyklem Aspazji”, inaczej „cyklem miłości florenckiej”: Dominująca myśl, Miłość i śmierć, Do siebie samego i Aspazja, niezwykle oryginalne i żywiołowe ze względu na swój przytłaczający sentymentalizm. Będąc już w sile wieku, Fanny, podczas rozmowy z przyjaciółką i pisarką Matilde Serao, wyznała, że stale odrzucała uczucia Giacomo, mówiąc: „moja droga, ależ on tak niewyobrażalnie śmierdział!”. Leopardi przebywa następnie krótko w Rzymie (między październikiem 1831 a marcem 1832 roku), razem z Ranierim. Wraca następnie do Florencji, gdzie pisze dwa ostatnie dialogi wchodzące w skład Opowieści moralnych (Dialog między sprzedawcą almanachu oraz pasażerem i Dialog między Tristanem i przyjacielem); w grudniu 1832 roku kończy pisanie Zibaldone.
W październiku 1833 roku Giacomo wraz z Anotnio Ranierim przeprowadza się do Neapolu: w tym okresie jego zdrowie znajdowało się w bardzo złym stanie i sądził on, że klimat tego miasta pomoże mu odzyskać siły. Leopardi ma jednak problem z nawiązaniem kontaktów z neapolitańskim środowiskiem intelektualnym, będącym mocno pod wpływem optymistycznych oraz spirytualistycznych idei, które były mu kompletnie obce. Ta sprzeczność budzi w nim potrzebę nowej interwencji dotyczącej włoskiej kultury współczesnej: piszę satyrę Nowi wierni (1835), wymierzoną w neapolitańskich spirytualistów, oraz Palinodię dla markizy Gino Capponi (1835), ironiczny atak na mit postępu, kończy także pisanie poematu Paralipomeni della Batracomiomachia, wydanego już pośmiertnie. Tymczasem musi zmierzyć się z kolejnymi problemami wydawniczymi: cenzura burbońska zakazała dalszego wydawania dwóch jego dzieł (Opowieści moralnych oraz drugiej edycji Pieśni), opublikowanych przez Staritę w Neapolu. Odwleczono również paryskie wydanie jego dzieł, którego miał dokonać przyjaciel, Louis De Sinner; ostateczne wydanie dzieł Leopardiego ujrzało światło dzienne już po jego śmierci, w 1845, dzięki staraniom Ranieriego. Między 1836 a 1837 rokiem Giacomo żyje wraz ze swoim przyjacielem oraz siostrą Paoliną w małej willi u stóp Wezuwiusza, między Torre del Greco a Torre Annunziata; tu, z dala Neapolu, w którym szalała epidemia cholery, napisał swoje ostatnie pieśni: Miotłę oraz Zachód Księżyca. Do miasta powraca w lutym 1837 roku. Jego stan zdrowia gwałtownie się pogarsza; umiera 14 czerwca, mając zaledwie 39 lat. Jego ciało złożono w kościele św. Witalisa i Agrykoli, który dziś znajduje się w dzielnicy Fuorigrotta w Neapolu. Epitafium napisał jego drogi przyjaciel, Giordani. W 1938 roku, sto lat po śmierci poety, jego zwłoki przeniesiono do parku Vergiliano di Perdigrotta, zwanego również Parkiem Grobu Wergiliusza, gdzie, wedle legendy, znajduje się również grób Wergiliusza.

## Twórczość
Głównym dziełem poetyckim Leopardiego są I Canti (Pieśni) wydane w roku 1831. Tomik ten zawiera czterdzieści jeden utworów. Są one skomponowane w przemyślany sposób, zazwyczaj przy użyciu bardzo skomplikowanych strof, liczących nawet około dwudziestu wersów. Pieśni były tłumaczone na język polski między innymi przez Edwarda Porębowicza, Grzegorza Franczaka, Jadwigę Dickstein-Wieleżyńską, Stanisława Kasprzysiaka i Jarosława Mikołajewskiego. Poeta napisał też obszerny poemat tercyną Appressamento della morte.

## Poglądy filozoficzne
Utwory Leopardiego przesycone są tragizmem istnienia; stale pojawiającym się wątkiem jest refleksja nad miłością, najczęściej nieszczęśliwą, oraz śmiercią jako kresem cierpienia (miłosnego, bądź związanego z samotnością). Za punkt wyjścia dla tej refleksji obiera poeta cytat z Uczty Platona: „Dionizos i Hades są jednym i tym samym bogiem”. Leopardi wyraża to słowami: „W jeden dzień siostry z losu się poczęły: Miłość i Śmierć”. Paradoksalnie, namysł Leopardiego nad życiem-wieczną potrzebą (poniekąd prekursorski względem filozofii Arthura Schopenhauera) zwraca się w stronę afirmacji cierpienia jako jedynej realnej rzeczy w egzystencji ludzkiej. Wiąże się on również z tradycją mistyczną, która pojmuje śmierć w kategoriach „kresu doświadczenia”, a umieranie jako punkt kulminacyjny, moment poczucia „jedności” ze światem; doczesne istnienie jest z kolei stałym poszukiwaniem owej utraconej „jedności” (również w sensie erotycznym), które poprzez swoją niemożliwość całkowitego spełnienia implikuje cierpienie.
O duchowym pokrewieństwie z Leopardim dał wyraz Schopenhauer w drugiej części Świata jako woli i przedstawienia, gdzie można znaleźć uwagę, że nikt nie był tak owładnięty przez poczucie marności świata i nikt nie opisał jej równie obszernie i pomysłowo jak Leopardi.
Wczesną myśl Leopardiego przepełniały pesymistyczne wizje historiozoficzne oraz kosmogoniczne, zwłaszcza w analizie stosunku między naturą a cywilizacją, który to stosunek żywo interesował pokolenie romantyków za sprawą rustykalnej filozofii Jean-Jacques’a Rousseau przeciwstawiającej się apologii oświeceniowego postępu. Poeta poddał krytyce tzw. „nowoczesnego człowieka” z jego nadmiernym przywiązaniem do „rzeczywistości” oraz zerwaniem z śródziemnomorską tradycją mitologiczną. Ważną podporą Leopardiego była w tym miejscu kultura antyczna, etyka chrześcijańska, humanizm renesansowy oraz idea religii w ogóle. W późniejszym czasie religijność poety zaczęła jednak zanikać na rzecz empirycznego pojmowania świata w duchu myśli Johna Locke’a. Wszystko to sprawiło, że Leopardiego współcześnie zwykło się uznawać za ojca filozoficznego nihilizmu.